# Horno de pan

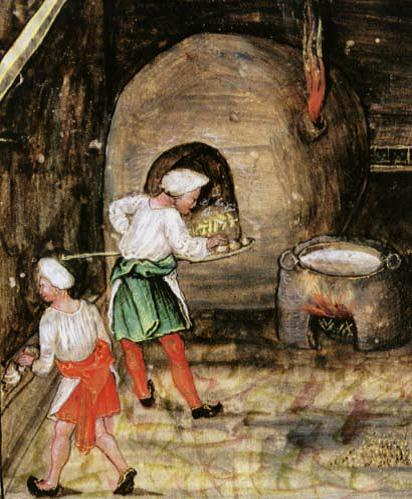
Miniatura del Codex Balthasar Behem (1505).

Una panadería (como horno de pan y no como despacho de pan) es un establecimiento donde se hace, se cuece y vende el pan y, de forma opcional, otros productos de pastelería. Las modernas boutiques de pan han incluido entre sus servicios otro tipo de consumiciones como el café, el té, etc.

## Historia

### Tiendas
Las panaderías de la Edad Media tenían de especial que cuando ibas a comprar el pan, tenías que ir donde hacían el pan y esperar a que saliese el panadero a atenderte a la calle.

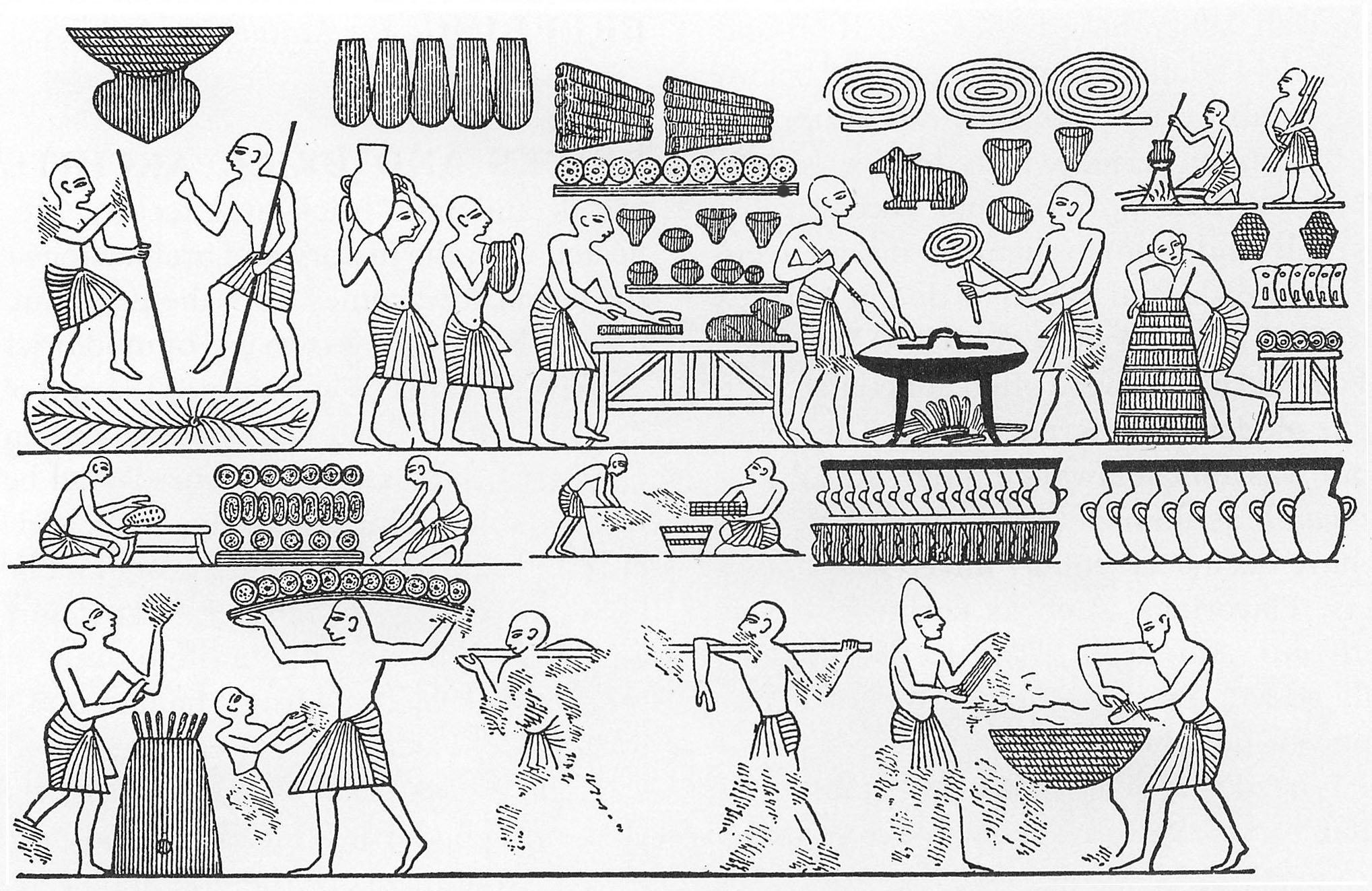
Escenas de elaboración de pan. Tumba de Ramsés III del Valle de los Reyes, en Egipto. Ilustración de The Oxford encyclopedia of ancient Egypt.

### En Europa
Cerca del 30 a. C., durante el reinado de Augusto, ya se podían contar cerca de 328 panaderías en Roma. Todas ellas tenían una forma legal denominada collegium (formando una especie de asociación profesional) y estaban regidas por leyes draconianas que no permitían libertad en la ejecución de sus labores de panificación, con el objeto de preservar su conocimiento (ars pistorica). Algunos panaderos de esa época tuvieron incluso un monumento, como es el caso del panadero Marco Virgilio Eurysaces, a quien se consagró la hoy en día denominada Tumba del Panadero. La profesión de panadero era muy bien considerada durante el periodo del Imperio romano, ya que sostenía el abastecimiento de un alimento básico a la población creciente que poco a poco dejaba de ser rural. La Tumba del Panadero posee ilustraciones que permiten ver dos aspectos de la producción de pan: que aparece ya un cierto grado de mecanicismo en la elaboración del pan (los molinos son empujados por caballos) y que los elaboradores y clientes de la panadería son todos hombres.
Durante la Edad Media, en Francia, la mejora de la construcción de las casas y establecimientos comerciales hizo posible la incorporación del hornos en los establecimientos de panadería. Felipe II de Francia decidió que las leyes impuestas por Carlomagno al gremio de panaderos era obsoleta y permitió así incorporar los hornos de leña a las panaderías galas.
En el periodo mozárabe, en España cada ciudadano se amasaba el pan, le ponía una marca característica y lo llevaba a los hornos públicos. Los gremios de panaderos existieron en la península ibérica desde el siglo XII (en el que uno de los primeros se localiza en Barcelona). Las primeras leyes que regulan la panificación aparecen en España en el siglo XIV. También aparecen ya descripciones, por autores andalusíes de la época, de molinos de viento en la geografía española.

### En América
La colonización de América del Norte llevó también a un mestizaje alimentario entre las culturas europeas que se asentaban en las nuevas tierras, y la cultura de los indígenas que allí vivían; al igual que en el sur, el cereal más abundante allí era el maíz. La gastronomía de los indios nativos ya incluía un tipo de pan frito muy habitual entre las tribus del sudoeste, como los navajos, que preparan este tipo de pan aún en la actualidad. Los colonos europeos que fueron a América del Norte introdujeron un sistema de medida de unidades de volumen mantenido hoy en día en los libros de receta de panadería y repostería americanos, que está fundamentado en tazas (cups) y cucharadas o cucharaditas. Entre la convivencia entre los primeros colonos y los indios surgieron personas que hoy en día se recuerdan, existió entre los indios algunos que ayudaron a los primeros colonos a sobrevivir en las extrañas tierras, entre ellos se encuentra Squanto: enseñó a los primeros colonos europeos a cocinar el maíz, cazar, recolectar, etc. Al pasar los años, al igual que en el sur, los colonos cambiaron la demanda y pronto se empezaría a plantar trigo junto con el maíz.
Durante el Renacimiento, los cocineros italianos fueron famosos en Europa por su habilidad en el horneado y cocción del pan y por esta razón las familias nobles inglesas y francesas solían contratarlos como cocineros particulares en sus casas. Los nuevos productos del pan que introdujeron los denominaron biscuits (bizcocho, literalmente: «dos veces cocinado»).

### Precios
El precio del pan ha sido siempre vigilado de una forma u otra por las autoridades de cada región. En 1594 los panaderos franceses eran obligados a marcar cada barra de pan con objeto de identificar los fraudes, costumbre que se extendió desde el reinado de Dagoberto de Merovingia hasta bien entrado el siglo XX. Un impuesto que regía sobre la sal, conocido como la gabelle, hacía que los panaderos franceses economizaran el uso de tal condimento. De esta forma, se menciona que los panes lujosos de la aristocracia estaban con frecuencia salados. En época de la Revolución francesa, el precio de la sal se rebajó de 14 a 1 «sous» y esto hizo que el pan distribuido al público en general fuera salado. L'Encyclopédie de Diderot dedica un capítulo a la panadería artesanal del siglo XVIII. Es en esta época cuando aparecen métodos refinados de horneado que dan lugar a las masas hojaldradas y a las masas choux, y los libros de recetas contienen recetas para elaborar pan, panecillos, bollos, pasteles y galletas.

### Panaderías del futuro
Desde comienzos del siglo XXI, el 70 % del pan que se consume en el mundo es de harina de trigo. La tendencia a consumir otros cereales ha disminuido. No obstante, en los años 1990 aparecen panaderías artesanales en Europa que van captando clientela enamorada por el «sabor clásico» del pan. Se va poco a poco introduciendo el «pan integral» debido a los beneficios de la fibra. Uno de los promotores de esta idea de un «nuevo pan» es el panadero francés Lionel Poilâne, que llegó a crear una cadena de panaderías con un estilo clásico: pan artesanal. A comienzos del siglo XXI se regresa al pan elaborado con harinas poco refinadas y no resulta raro ver en las panaderías una sección con este tipo de pan a la venta. En Estados Unidos se denomina a esta corriente Artisan Baking (panadería artesanal) y se convierte en una nueva tendencia. Uno de los panes surgidos de esta moda de pan artesanal es por ejemplo el «campaillou» francés, un pan de centeno. Muchos de los bollos que durante la Edad Media eran variantes dulces de masas levadas, ahora forman parte de la gastronomía navideña y se disfrutan en estas fechas, como por ejemplo, el pain d'épice (pan de especias). 
La mejora en la producción del pan y la posibilidad de incorporar un pequeño horno a ciertos establecimientos hace que se pueda elaborar pan ya en bares y restaurantes, sacando de la panadería tradicional la producción panificadora. A este proceso se añade la posibilidad de emplear masas de pan previamente congeladas, lo que hace más operativa la producción de pan «recién hecho». La crisis alimentaria mundial (2007-2008) hace que el precio de los cereales suba a cotas no sospechadas y como consecuencia el precio del pan sube en algunos países, lo que provoca desestabilización económica (de un modo especial en países donde no se producen cereales como el trigo, lo que obliga a su importación).

### Tipos básicos
- Grandes fábricas  que producen pan y productos relacionados, transportados luego a numerosos puntos de ventas en una región dada. Estos incluyen normalmente supermercados, tiendas de conveniencia y similares. En estas instalaciones los panaderos se dedican principalmente al control de calidad, llevando a cabo mecánicamente el grueso del trabajo.
- Pequeñas panaderías independientes , principalmente negocios familiares. Suelen especializarse en tipos particulares de productos, como la masa madre.
- Cadenas de tiendas . En los últimos años se ha producido un auge de las cadenas de tiendas (Franquicias) que venden pan. Los panaderos de estos establecimientos hornean según un libro de recetas preestablecido. Esto puede frustrar a algunos de ellos, si bien los recetarios suelen estar bien fundados y ser populares entre los compradores.